# علم البلورات

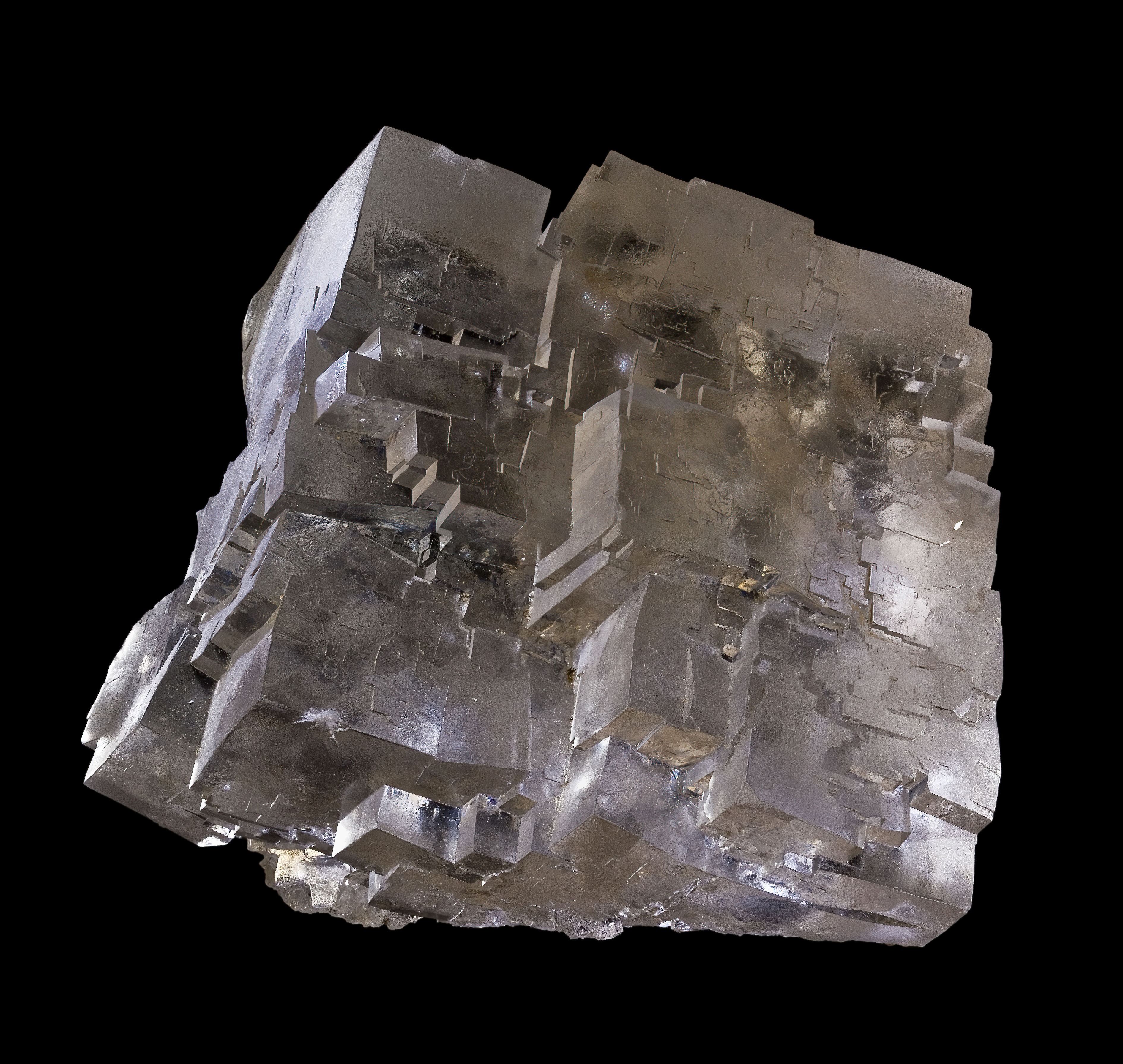
بلورة أحادية من ملح الطعام ، كلوريد الصوديوم.

علم البلورات يختص بدراسة البلورات من حيث شكلها الظاهري أو الخارجي وتركيبها الداخلي والتعرف عليها وعلى الصخور والمعادن التي تحويها.
وتوجد أنواع لهذه البلورات فالصلبة منها توجد في بعض المركبات مثل ملح الطعام، ومنها السائلة كما في شاشة البلور السائل.
تتبلور الأملاح والمعادن في أشكال بلورية مختلفة، منها:
- نظام بلوري مكعب: مثل الحديد والنحاس والفضة وملح الطعام
- نظام بلوري رباعي
- نظام بلوري ثلاثي
- نظام بلوري ثلاثي الميل
- نظام بلوري أحادي الميل
- نظام بلوري معيني قائم
- نظام بلوري سداسي ، مثل الجرافيت.

## طرق تعيين البناء البلوري
الدراسات التي تقوم بتعيين البناء البلوري للأملاح والمعادن تعتمد على طرق القياس الآتية:
- حيود الأشعة السينية
- حيود النيوترونات
- حيود الإلكترونات

كما يمكن تعيين البناء البلوري المغناطيسي بواسطة حيود النيوترونات.

## أنواع التبلور

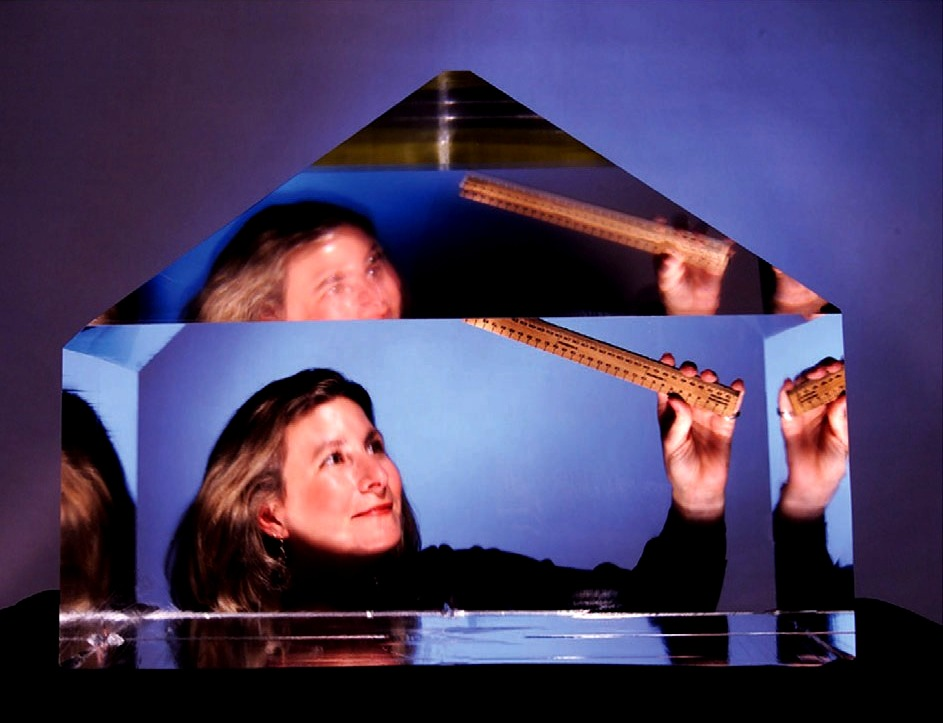
بلورة أحادية كبيرة.

توجدالمادة الصلبة في إحدى من ثلاثة تصنيفات بالنسبة إلى بنيتها البلورية، هي:
- بلورة أحادية.
- كثيرة البلورات.
- مادة لابلورية.

وتفصيل تلك التصنيفات كالآتي:

## بلورة أحادية
بلورة أحادية (بالإنجليزية:single crystal) هي مادة صلبة تتميز بامتداد الشبكة البلورية فيها من أولها إلى آخرها مكونة بلورة كبيرة منتظمة. وتتكون البلورة الأحادية مثلا عن طريق تغطيس بلورة صغيرة في محلول مشبع بمادة البلورة، وتكون البلورة الصغيرة بمثابة بذرة تتراص عليها الذرات أو الجزيئات، وتأخذ كل ذرة من ذرات المذاب موضعها بالضبط في الشبكة البلورية وبذلك تنمو البذرة إلى بلورة أحادية كبيرة.

## كثيرة البلورات

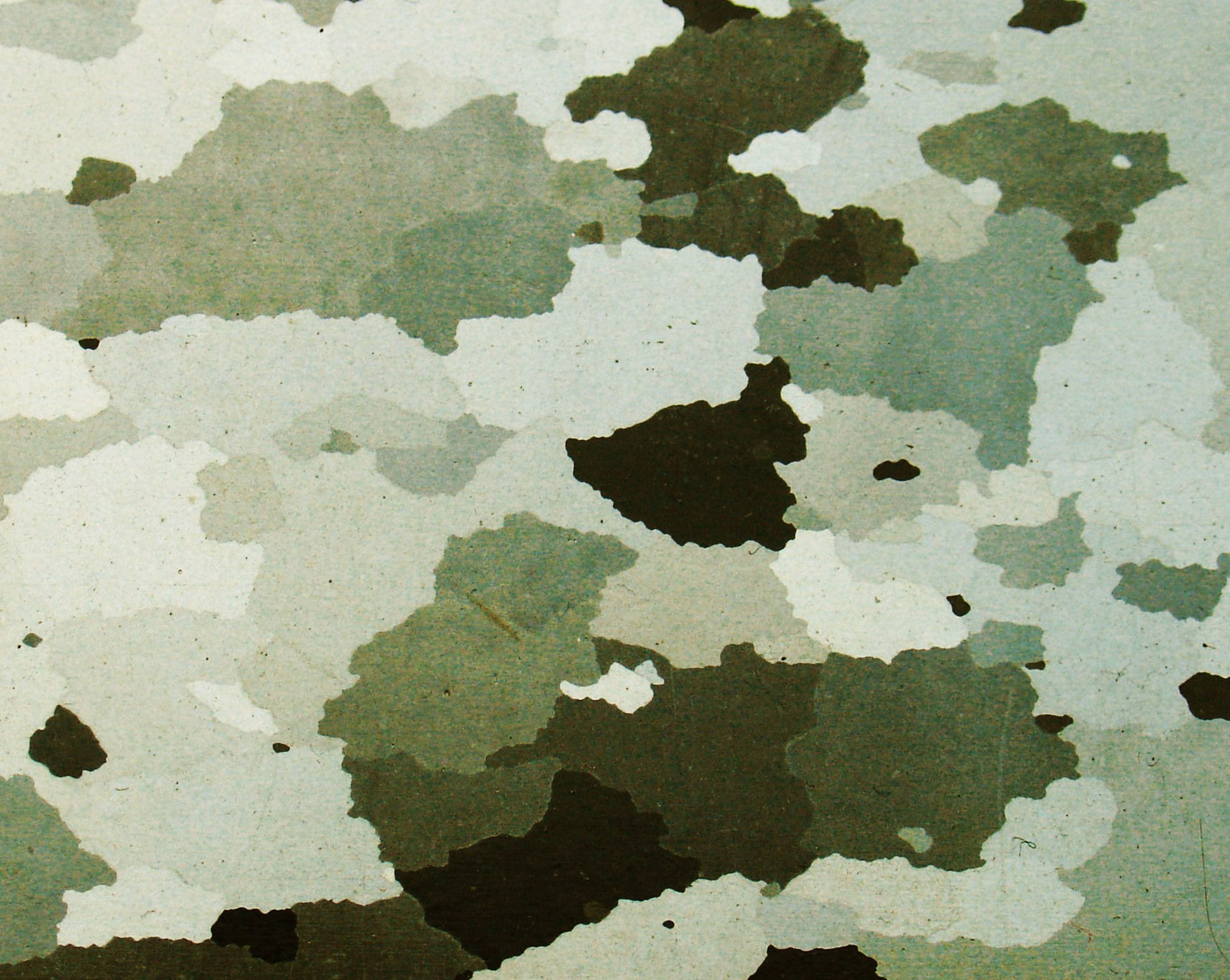
صورة لحبيبات كثيرة البلورات في الحديد الصلب.

كثيرة البلورات (بالإنجليزية: Polycrystalline) هي مواد مكونة من حبيبات بلورية كثيرة لها أحجام مختلفة وعشوائية التوزيع. يمكن عن طريق ضبط عملية التبلور التوصل إلى تقليل عشوائية التوزيع بحيث تنتظم البنية البلورية ونحصل على ما يسمى بلورة أحادية.
- تبين الصورة المجاورة تكون الحديد الصلب من حبيبات، تشكل كل منها بلورة أحادية تتبع النظام البلوري الخاص بالحديد، وتتوزع فيه البلورات الأحادية توزيعا عشوائيا بالنسبة للاتجاه.

وتعتبر معظم المعادن وخزف موادا كثيرة البلورات، وكثيرا ماتسمى البلورات الأحادية الصغيرة فيها بالحبيبات. ويمكن تصور كثيرة البلورات عند طحن بلورة أحادية، فكومة المسحوق تشكل مادة كثيرة البلورات.

## مادة لابلورية

البنية اللابلورية للسيليكا(SiO_{2}).

مادة لابلورية (بالإنجليزية: amorphous solid ) هي مادة صلبة لا تتوزع فيها الذرات توزيع منتظما على نطاق بعيد، ويكون توزيع الذرات فيها عشوائيا، بمعنى أن توزيع الذرات فيها لا يتبع أي نظام من الأنظمة البلورية. وقد تتسم ببعض النظام على النطاق القصير (حيز 10 - 20 ذرة )، ولهذا تسمى جوامد لابلورية. مثال على ذلك بنية الزجاج والبوليسترين وكذلك الحلوى. تتصف الجوامد ذات نظام بلوري على النطاق البعيد (أي نظام واحد يشمل البلورة من أولها إلى أخرها) بالبلورات.